# نبی سروری
نبی‌الله سُروری (زادهٔ ۱۳۱۲ در باکو – درگذشتهٔ ۶ تیر ۱۳۸۱ در تهران) کشتی‌گیر و مربی کشتی آزاد اهل ایران بود.
وی، هم به‌عنوان کشتی‌گیر (۱۹۵۷ استانبول) و هم به‌عنوان سرمربی (۱۹۶۵ منچستر)، به عنوان قهرمانی جهان دست یافت. او از ۱۹۵۵ تا ۱۹۶۰ بعد از پیروزی بر محمدعلی فردین عضو تیم ملی شد. در فستیوال جهانی ورشو ۱۹۵۵ در وزن ۷۹ کیلوگرم به مدال نقره دست یافت، در جام جهانی صوفیه ۱۹۵۸ به مقام پنجم رسید. سُروری در بازی‌های آسیایی ۱۹۵۸ توکیو مدال نقره، المپیک ۱۹۵۶ ملبورن مقام چهارم و قهرمانی جهان ۱۹۵۹ مقام پنجم را کسب کرد. وی همچنین در دهه‌های ۱۹۶۰ و ۱۹۷۰ میلادی، چندین سال مربی تیم ملی بود.

## عناوین
- نشان طلا قهرمانی جهان ۱۹۵۷
- مدال نقره جام ورشو ۱۹۵۵
- چهارم مشترک المپیک ملبورن ۱۹۵۶ در ۷۳ کیلوگرم
- برنده مدال نقره بازی‌های آسیایی توکیو ۱۹۵۸
- سرمربی تیم ملی ایران در قهرمانی جهان ۱۹۶۵

## نگارخانه

نبی سروری (نفر اول سمت راست)